# Baxter Springs
Baxter Springs és una població dels Estats Units a l'estat de Kansas. Segons el cens del 2006 tenia 4221 habitants.

## Demografia
Segons el cens del 2000, Baxter Springs tenia 4.602 habitants, 1.860 habitatges, i 1.246 famílies. La densitat de població era de 567,7 habitants per km².
Dels 1.860 habitatges en un 32,2% hi vivien nens de menys de 18 anys, en un 52,6% hi vivien parelles casades, en un 10,4% dones solteres, i en un 33% no eren unitats familiars. En el 29,7% dels habitatges hi vivien persones soles el 16,6% de les quals corresponia a persones de 65 anys o més que vivien soles. El nombre mitjà de persones vivint en cada habitatge era de 2,44 i el nombre mitjà de persones que vivien en cada família era de 3,02.
Per edats la població es repartia de la següent manera: un 26,5% tenia menys de 18 anys, un 9,2% entre 18 i 24, un 26,7% entre 25 i 44, un 20,8% de 45 a 60 i un 16,7% 65 anys o més.
L'edat mediana era de 36 anys. Per cada 100 dones de 18 o més anys hi havia 85,4 homes.
La renda mediana per habitatge era de 28.876$ i la renda mediana per família de 33.933$. Els homes tenien una renda mediana de 27.005$ mentre que les dones 19.038$. La renda per capita de la població era de 13.789$. Entorn del 9,3% de les famílies i el 10,2% de la població estaven per davall del llindar de pobresa.

## Poblacions més properes
El següent diagrama mostra les poblacions més properes.